# Miep Jukkema
Willemina Maria Magdalena "Miep" Jukkema (Haren, 6 mei 1954 - Enschede, 7 juli 2012) was een Nederlandse fotograaf die modeseries, portretten, stills en reisreportages maakte voor talrijke tijdschriften en bedrijven in Nederland en andere landen. Als autodidact brak zij halverwege de jaren tachtig door als modefotograaf. Zij werd met name bekend door haar pure, oprechte en tijdloze werk met lichte en heldere kleuren voor een groot aantal vooraanstaande tijdschriften en klanten in eigen land en buitenland. 
Het belangrijkst aan haar werk vond ze om er plezier aan te hebben: "Ik realiseer me dat het om heel vluchtige dingen gaat. Ambitie gecombineerd met lol is het belangrijkste: de briljante carrière of proberen de beste te zijn, dat interesseert me niet", vertelde ze Hans Vonk in 1997.

## Biografie
Miep Jukkema werd in Haren geboren als jongste dochter van Grietje Nanninga (1912-2006) en Harrit Jukkema (1917-1997). Zij had een oudere zus, Cathrien (1947) en een oudere broer, zeezeiler, grafisch ontwerper en auteur Henk Jukkema (1946). Toen Jukkema 2 jaar was, verhuisde het gezin naar Enschede, waar haar ouders een optiekzaak dreven aan de Haaksbergerstraat aldaar (nu Korte Haaksbergerstraat).
In haar kleutertijd werd Jukkema om gezondheidsredenen geruime tijd vrijgesteld van de kleuterschool. Omdat haar ouders druk waren met hun zaak, speelde ze vaak alleen, met een levendige fantasie en met behulp van zelfgeknutselde accessoires. Ook werd ze vaak door haar moeder erop uitgestuurd om her en der boodschappen te doen. Haar rode haar en frêle postuur maakten Miep tot een opvallende verschijning in de grauwe textielstad Enschede, maar waren ook reden voor een zeker isolement. Toen ze al geruime tijd op de lagere school zat, ontdekte haar moeder dat ze niet lezen kon; ze bleek dyslectisch te zijn en heeft daarna nog jarenlang bijles gehad om de taalvaardigheid erin te stampen.
Na een succesvol afgesloten havo-opleiding koos Jukkema, om haar ouders ter wille te zijn, voor een studie aan de Sociale academie te Hengelo (Overijssel), in plaats van de door haar gewenste opleiding tot illustrator op een kunstacademie. Na twee maanden stopte ze, en had diverse baantjes, onder andere in een boekhandel.
De stap naar een kunstopleiding maakte ze pas in 1974, toen ze aangenomen werd op de Akademie voor Kunst en Industrie AKI in Enschede. In 1972 was ze al op kamers gaan wonen. 
In 1973 ging ze samenwonen met Frans van der Heijden, reclame-fotograaf bij het bureau De Zuil. Op zijn aandringen werkte Jukkema ook korte tijd als fotomodel; zij haalde enkele malen de cover van het damesblad Margriet en was het 'gezicht' van Blooker Cacao (op de verpakking daarvan staat nog steeds haar contour afgebeeld — status circa 2012).
Na twee jaar academie verliet ze deze om fulltime te gaan samenwerken met Frans, die inmiddels in Enschede een zelfstandige reclame-fotostudio was begonnen. Ze fungeerde als styliste, assistente, visagiste en manusje-van-alles. Begin jaren tachtig verhuisden Jukkema en Van der Heijden naar Amsterdam, waar ze aan de Keizersgracht 612 een studio begonnen, die al snel grote en ook internationale klanten trok. 
In die tijd ontstond bij haar ook de wens om zelf achter de camera te staan. Door observatie, zelfstudie en experimenteren kreeg zij het vak onder de knie. Na het verbreken van de relatie met Van der Heijden werkte ze aan de opbouw van haar portfolio door veel fotosessies met beginnende modellen te doen.
Al snel, in 1985, kreeg zij opdrachten van Hans van Blommenstein, artdirector van het vooraanstaande maandblad Avenue. Vervolgens ging zij ook fotograferen voor bladen als Elegance en Man, vaak in samenwerking met stylist San Ming. Naast het redactionele werk, dat buiten modeseries ook reisreportages, stills en portretten omvatte, fotografeerde Miep Jukkema voor modemerken als Turnover, Oilily, Sissy Boy en Hunkemöller. 
Rond 1990 sloeg Jukkema haar vleugels uit door ook in Parijs, Milaan en Duitsland te gaan werken. Vanaf 1992 huurde zij een appartement in Parijs XI, dat ze deelde met collega's. In Frankrijk fotografeerde ze voor Hermès, Le Bon Marché, Pronuptia en vele andere merken en bladen.
Miep Jukkema overleed op 58-jarige leeftijd in Enschede aan de gevolgen van een hersenstaminfarct.

## Werk
In het werk van Miep Jukkema komen naast de liefde voor natuur en kunst — die zij kreeg bijgebracht door haar vader — een perfect gevoel voor kleur en stijl — dat ze meekreeg van haar moeder — bij elkaar. In de eerste jaren van haar loopbaan zijn duidelijk de invloeden van klassieke modefotografen als Horst P. Horst en Cecil Beaton te herkennen, maar ook die van Jacques Henri Lartigue, August Sander en de naoorlogse modefotografen Irving Penn en Richard Avedon. Toch ontwikkelde ze al snel een duidelijk eigen signatuur die zich kenmerkte door de expressiviteit van kleur en compositie, in combinatie met een gestileerde verstilling, een bewust bevriezen van beweging. Door te werken met bestaand licht en ook het daarop veel lijkende filmlicht (HMI), is de lichtval bepalend voor de sfeer, die vaak gekenmerkt wordt als 'Hollands qua licht'. Jukkema werkte nooit met flitslicht.
Inspiratie vond ze ook in het werk van kunstenaars als Gustav Klimt, Jan Sluijters, Max Beckmann, Kees van Dongen, de fauvisten, de kunstenaar/ambachtslieden van het Bauhaus, maar ook 'universelen' als Alexander Calder, wiens draadwerken de inspiratie vormden voor veel eigen werkstukken.
Na in begin vooral op kleinbeeld en groot formaat (4"x5") gewerkt te hebben, schakelde Jukkema al snel over naar middenformaat (54/68), met Asahi Pentax 67 camera's als gereedschap. Het gewicht van die camera en de technische condities waren van invloed op haar manier van werken. De camera werd vaak op een statief gezet. 
Pim Milo schreef in zijn overzichtswerk Fotografen in Nederland, een anthologie 1852–2002 (Den Haag, 2002) onder meer het volgende: "Haar fotografie is al zijzelf: vrouwelijk en ingetogen. Maar eenmaal op de set laat zij al haar reserves gaan. Sprankelend en expressief inspireert zij het team en creëert zij een aangenaam werkklimaat. Jukkema is gesteld op haar modellen en vindt hen minstens zo belangrijk als de kleding die ze moeten dragen. De modellen op hun beurt belonen haar met een ontwapenende argeloosheid, zo weinig zijn ze zich van de camera bewust. Toch komt Jukkema met de lens heel dichtbij. En omdat zij er zo dicht op zit, kan ze in de kleinste studio haar werk doen. Toen ze in Parijs begon te werken, gebruikte ze kunstenaar-ateliers als studio. De kleurrijke omgeving en de gebruikelijke rommel werkten inspirerend, maar bovenal was er het fantastische noorderlicht dat door hoge ramen naar binnen viel en langs muren en plafonds werd weerkaatst.
Jukkema hanteert een buitengewoon nauwkeurige kadrering. Ze snijdt met het objectief, niet achteraf. De eerste proefopname maakt ze uit de hand, daarna gaat de camera op het statief, tenzij ze buiten in het volle daglicht werkt. Hoewel ze haar studie illustratieve vormgeving aan de Kunstacademie in Enschede (AKI) niet afmaakte, is de schilderkunst voor haar nog altijd een bron van inspiratie. Haar foto's zijn intieme, dromerige beelden in delicate kleuren die men inderdaad als schilderachtig kan aanmerken en die getuigen van een persoonlijke verbeelding van wat Miep Jukkema als ‘menselijk’ ziet." 
Schrijfster en buurvrouw Jessica Durlacher in Turnover Magazine nummer 1 (1999) over het tijdloze karakter van het werk: "Miep’s photographs have a virgin quality, something restrained and secretive, but also something beautiful and timeless. They give the impression that they have existed for a log time, but I happen to know the date they were made. No matter how well I think I understand that unmistakable Miep quality, they are still brand new and inimitable."
Jukkema ging relatief laat over van analoog op digitaal. Met een van haar vriend Bert Vanderveen gekregen compacte Sony Cybershot DSC-T30 maakte ze april/mei 2007 een lingerie-serie voor het Italiaanse blad Grazia. Dat het werken met digitale beelden inhield dat de samenwerking met model, stylist, visagist, klant, enz., intensiveerde en snel tot meer en beter resultaat leidde, haalde haar over de streep om een complete overstap naar digitaal te maken. De Pentaxen gingen in de kast en ze ging werken met een Canon EOS 4D Mark II, die in 2011 werd afgelost door een Nikon D3x. 
Miep Jukkema heeft diverse agenten gehad. Ze begon in Nederland bij het agentschap Unit CMA. Ze stapte vervolgens over naar de Pim Thomassen Agency, en was van 2006 tot 2009 aangesloten bij House of Orange. Daarna deed ze in Nederland uitsluitend direct zaken met klanten en bladen. In Parijs was eerst Marc Puissemier van Trademarc haar agent (tot 2006) en later Julie Séguinier en Eric Hennebert (Chez Imagine, vanaf 2010).

## Invloed
Toen Miep Jukkema begin jaren tachtig haar entree in de Nederlandse modefotografie maakte, was zij een van de weinige vrouwelijke fotografen. Een hele generatie van nu werkzame fotografen, ook mannelijke, is door Jukkema beïnvloed, mede omdat ze vaak in het begin van hun carrière als assistent voor haar gewerkt hebben, zoals José van Riele, Hans van Brakel, Paul Bellaart, Cornelie Tollens en Karin Nussbaumer. Later is bijvoorbeeld Annelie de Bruijn, die jarenlang als styliste met Miep samenwerkte, als fotografe actief geworden. Zo ook Annemarieke van Drimmelen, die vaak als model voor Miep werkte en nu een internationaal werkende fotografe is. De invloed van Jukkema's werk en manier van werken op hen is evident.
De laatste drie jaren van haar leven gaf Jukkema les aan de kunstacademie waar ze ooit zelf student was (die inmiddels ArtEZ Art & Design Enschede heet), op de afdeling Crossmedia Design, waar studenten leren om conceptmatig te werken met diverse technieken en in diverse media, waaronder fotografie. Lesgeven deed Jukkema met veel plezier. Tot de studenten die ze begeleid heeft bij hun afstuderen behoort onder meer Antonia Hrastar.

## Persoonlijk leven
Na de relatie met Van der Heijden, die van 1973 tot 1984 duurde, had Miep Jukkema enkele minder langdurige liaisons. Ze woonde alleen in Amsterdam, eerst aan de Lijnbaansgracht en later in een appartement aan de Herengracht dat meermaals vereeuwigd werd in interieurbladen. 
Haar band met de streek waarin ze opgroeide bleef in stand door frequente logeerpartijen in Twente, en in 2000 kocht ze een vakantiewoning, vlak bij de Duitse grens, even buiten Buurse, die ze ingrijpend verbouwde. Een paar jaar later verkocht ze haar appartement in Amsterdam. 
In haar huisje in Buurse, gelegen in een bos– en natuurrijke omgeving, voelde ze zich helemaal thuis en de locatie stelde haar in staat om voor haar ex-schoonvader en ouders te zorgen in hun laatste levensjaren. De (her-)inrichting van het bosperceel en het onderhoud ervan werden voortvarend ter hand genomen. Huis en omgeving waren vaak achtergrond voor fotoseries, en ook werden buren en hun kinderen soms gebruikt als model.
In Buurse vond Jukkema ook de tijd om zich bezig te houden met schilderen en het maken van eigen kleding. In beide disciplines was de invloed van het Bauhaus duidelijk herkenbaar.
Mei 2006 leidde een ontmoeting met een oud-klasgenoot van de academie, Bert Vanderveen, tot een verbintenis die zeer gelukkig was. Samen kochten ze in 2007 een woning in Amsterdam, die zij als uitvalsbasis voor haar werk daar gebruikte. Ook dit huis werd helemaal verbouwd en kreeg een echt 'Miep-stempel'. November 2019, dus ruim zeven jaar na haar dood, is deze woning door haar partner, die haar deel erfde, verkocht.

## Dood
In de nacht van woensdag 16 op donderdag 17 mei 2012 kreeg Miep Jukkema, terwijl ze in haar auto op terugreis was van Parijs, in de buurt van Maarsbergen, een hersenstaminfarct. Ze heeft nog kans gezien om, nadat ze onwel werd, de auto veilig van de snelweg te rijden. Uren later, rond half zeven, werd zij door wegwerkers in haar Volvo gevonden en vervolgens per ambulance naar het Academisch Ziekenhuis Utrecht gebracht. Ruim zeven weken later overleed ze, op zaterdag 7 juli om 13.40 uur, op de verpleegafdeling van het Medisch Spectrum Twente te Enschede, aan de gevolgen van dat CVA, alsmede complicaties na een longontsteking en een tweede infarct.
Jukkema werd op vrijdag 13 juli in besloten kring begraven op de NH Begraafplaats te Buurse. Volgens haar wens is haar graf gemarkeerd door een simpele zerk met haar naam en data.

## Nalatenschap
Het archief van Miep Jukkema, dat duizenden dia's, negatieven en contactvellen, honderden afdrukken, rond 500 GB aan digitale bestanden, alsmede honderden tijdschriften en ander drukwerk omvat, is als onderdeel van haar inboedel nu in het bezit van haar partner, Bert Vanderveen, die geruime tijd bezig is geweest om het te omsluiten. De beeldrechten berusten bij vier andere erfgenamen. Diverse pogingen om haar archief onder te brengen bij geschikte instellingen hebben niet tot resultaat geleid — het aanvaarden van een archief kost te veel in het huidige klimaat waarin cultuur niets mag kosten. Momenteel worden de archiefstukken nog bewaard door haar laatste partner.
Tijdens haar leven heeft Jukkema veel werk geschonken aan vrienden en kennissen, en in beperkte mate verkocht aan particulieren. Voor zover bekend is er geen werk van haar opgenomen in collecties van musea in Nederland of elders.
De Nederlandse fotografe Janneke Kroon (1990) is een achternichtje van Miep Jukkema.
Miep Jukkema was kinderloos en wordt overleefd door broer, zus en twee neven.

## Werken
- Publicaties in Nederland: AD Magazine, Avenue, Elegance, ELLE, ELLE Wonen, Esquire, Glamour, Happinez, La Vie en Rose, Linda., M (NRC Handelsblad), Mama, Man, Marie Claire, Red, Residence, Viva, VT Wonen, e.a.
- Publicaties in Frankrijk: Bloom, Cosmopolian, Madame Figaro, Marie Claire Bis, Milk, View on Colour, Votre Beauté, e.a.
- Publicaties in Italië: Casa Abitare, Donna, Grazia, Grazia Casa, Vogue Bambini, e.a.
- Publicaties in Duitsland: Allegra, ELLE, Maxi, Myself, e.a.

Bovendien reisreportages in Traveler Magazine (Verenigde Staten) en doorgeplaatste series in bladen in Brazilië, Japan, Spanje, Groot-Brittannië, etc.
- Commerciële klanten: de Bijenkorf, Blue Band, Blumler, Bohemian, Campina, Carrefour, Corel, Cyell, DEPT, Donaldson, Douwe Egberts, HEMA, Hermès, Jaguar, Kate Hume, Le Bon Marché, Miss Real, MySelf, Pronuptia, Queen Mum, Oilily, s.Oliver, Scapa, Turnover, V&D, Vlisco, Windsor, Yarn Unit, Zenggi, ZY, e.a.

## Tentoonstellingen
- Modewerk in Cultureel Centrum De Vaart, Hilversum (1986, met anderen)
- Galerie Objektief, Enschede (1989, met Tjabele Heier)
- Art-Huis, Museum Kunstpaviljoen, Nieuw Roden (2002, met diverse ontwerpers en kunstenaars)
- Blow-Up Gallery, Amsterdam (2003)
- Zuiderzeemuseum ‘Gejaagd door de wind’, 2009, met anderen)
- Pink Ribbon / Stichting Borstbeeld Reizende tentoonstelling, Amsterdam, Rotterdam, Den Haag (2009, met anderen)
- Fashionmania / War Child, Amsterdam (2009) ELLE 20 jaar — Little Black Dress, met anderen)
- Galerie Quinta Bies, Enschede (2011)